# Hackitectura
Hackitectura, o hackitectura.net, (2003-2010, Sevilla, España) es un colectivo de artistas, activistas, programadores y arquitectos surgido en Sevilla en el cambio de siglo. El núcleo de Hackitectura estuvo formado por Sergio Moreno Páez, Pablo de Soto Suárez y José Pérez de Lama Halcón. Su acción estuvo vinculada al altermundismo, las transformaciones en las comunicaciones derivadas de la expansión en el uso de Internet y el derecho a la ciudad. Sus iniciativas se divulgaron en los principales centros de cultura contemporánea nacionales: MACBA, MNCARS, Medialab Prado, LABoral Centro de Arte y Creación Industrial, Arteleku, UNIA, y europeos: Centro de Arte y Medios Tecnológicos de Karlsruhe (ZKM), Ljudmila o el EMST de Atenas.

## Trayectoria
Hackitectura.net es un colectivo que surge en Sevilla como parte de la escena activista y artista que se da a finales de los 90 impulsada por la transformación sufrida tras la celebración de la Expo'92, junto a Santiago Cirugeda, la Fiambrera Barroca o ZEMOS98. Sus prototipos iniciales investigaban las repercusiones de Internet en el espacio público a través de conexiones en streaming desde distintas latitudes. La telepresencia llevaba implícita una resignificación, en su opinión, del espacio en tiempo real. Esta línea de trabajo se mantuvo constante a lo largo de la producción de Hackitectura como en el proyecto Paso o el proyecto Cimbra.
El concepto de hackitectura nace en el año 2000 como una hipótesis derivada de las jornadas NetNetNet sobre tactical media y hacktivismo coordinada por Natalie Bookchin y celebrada en el MOCA, con la participación de proyectos implicados en la lista de correos Nettime, desarrollada posteriormente por Pérez de Lama como crónica: “Si hay hacktivismo, por qué no hay hackitectura”. A propuesta de Pablo de Soto, las personas que daban mayor continuidad a esas acciones efímeras en el espacio público tomaron el nombre de Hackitectura entre 2002 y 2003.
En 2003 el colectivo produce los primeros prototipos, destacando el encuentro “La Multitud Conectada" - nombre inspirado por el trabajo de Michael Hardt y Toni Negri - contando con la colaboración de UNIA Arte y Pensamiento. Supuso un encuentro presencial y online de programadores, activistas y artistas para especular sobre modos de organización de flujos y espacios. También en ese momento se organiza el nodo de Indymedia Estrecho junto a otros colectivos como la Casa de la Paz, ZEMOS98, Aljaima, la Red de las Dos Orillas y la Casa de las Iniciativas. Tras haber conocido de primera mano el desarrollo de los nodos Indymedia de Los Ángeles y Chiapas, José Pérez de Lama impulsa realizar un nodo a nivel local que finalmente cubrirá todo el espacio geopolítico del Estrecho de Gibraltar, siendo el único de esas características de la red Indymedia.
El apoyo de UNIA Arte y Pensamiento, coordinado por Mar Villaespesa, les permitió realizar un prototipo de medialab temporal distribuido geográficamente entre Tarifa y Tánger bajo el nombre de Fadaiat: “es el nombre que se da en árabe coloquial a las antenas parabólicas. Quiere decir, literalmente, nave espacial” (Pérez de Lama, 2006, p. 143). Estos encuentros suponían impulsos a las diferentes redes de las que formaban parte: software libre -como en el desarrollo de GISS-, cuestionamiento de las fronteras- dentro de la red No Borders Camp-, o las nuevas formas de precarización. Este proceso queda plasmado en la Cartografía crítica del Estrecho de Gibraltar, donde se evidencian las estrategias de control que se están experimentando en el área con la implementación del sistema SIVE.
A partir del concurso de la Plaza de las Libertades, ganado en 2006 en colaboración con el estudio de arquitectura MGM y la artista Esther Pizarro, avanzan en el desarrollo de un nuevo prototipo de espacio público bajo el nombre de wikiplaza. Aunque el concurso nunca se desarrolló, sí tuvieron la oportunidad de presentar una serie de instancias de esas wikiplazas. La primera se hizo en la Plaza de la Bastilla en París dentro del festival Futur en Seine, coordinado por Ewen Chardronnet. Las siguientes se dieron en Figueres, Cáceres y Pasaia. En paralelo se realizó en el Centro de Arte LABoral el proyecto Situation Room, sala de control y vigilancia ciudadana que homenajea el proyecto Synco de Salvador Allende.
Como epílogo se realizaron otras dos intervenciones: el proyecto Water 4 Bits en la Bienal de Arte Contemporáneo de Sevilla, con el objeto de reclamar un nuevo uso para el Pabellón de Europa de la Expo’92, y el proyecto Mapping the Commons, proyecto de cartografía premiado por la Universidad de Buenos Aires.

## Conceptos
La obra de Hackitectura está influenciada por la ciencia ficción de los 80s y 90s, especialmente por el ciberpunk. También por la praxis de los situacionistas, los Merry Pranksters o el EZLN. A nivel teórico se pueden observar influencias directas de Donna Haraway, Manuel Castells, Hardt y Negri, Naomi Klein, Gilles Deleuze, Felix Guattari o William J. Mitchell.
Devenires cíborg
Partiendo del concepto de devenir de Deleuze y Guattari y del concepto de ciborg desarrollado por Donna Haraway, esta idea pone énfasis en el proceso, esto es, en "la producción de nuevos habitares espaciales, urbanos y territoriales en los que se encuentren humanos, máquinas y medio, de maneras más ricas, bellas y emancipadoras".
Hackitectura
Hackitectura.01: uso de forma no prevista —y generalmente subversiva—de sistemas arquitectónicos y urbanos.
Hackitectura.02, (hackitecto/a): acción, evento, situación construida del agenciamiento de hackers y arquitectos.
Hackitectura03: redes sociales + redes telemáticas + espacios/territorios; tácticas de producción espacial vinculadas a los procesos emergentes de las nuevas geografías (rizomáticas, fluidas) de la multitud.
Habitar digital
Una de las hipótesis principales de Hackitectura se basaba en que lo que entonces se denominaba ciberespacio era un espacio habitable y que, como tal, había que configurarlo para construir unas formas de habitación que permitiera el desarrollo de otros mundos posibles. Siendo el habitar la materia asumida por la arquitectura a partir de finales del siglo XIX, el colectivo pretendió actualizar ese campo de trabajo con la aparición de las tecnológicas de la información y la comunicación.
Wikiplaza
Fue la conversión de los conceptos anteriores en una especie de matriz de módulos independientes que tenían mucho que ver con el pensamiento cartográfico. Los módulos eran abiertos, con la idea de que se pudieran añadir más según las necesidades fueran cambiando. La Wikiplaza tenía la ambición de convertirse en un nombre común más que un proyecto asociado a Hackitectura.